# ジャン・バラケ
ジャン＝アンリ＝アルフォンス・バラケ（Jean-Henri-Alphonse Barraqué , 1928年1月17日 - 1973年8月17日）は、フランスの作曲家。

## 略歴
ベートーヴェンの「ミサ・ソレムニス」とドビュッシーの「海」を至高の作品と崇め、戦後に入ってから創作活動を始める。極めて高度のセリー技法を扱う作曲家であり、レヴェルの維持のために残された作品数は僅か7作品だけであった。
初期の作品、ソプラノ、器楽合奏と打楽器のための「セカンス」と「ピアノソナタ」では、ブーレーズと極めて近い立場にあったことが窺える。ブーレーズはトータル・セリエリスムへの忠誠を誓ったが、バラケはこの不自由極まりない技法とは袂を別ち、「増幅するセリー」を用いる一種の「セリー様式」（グリフィス）と呼ばれる作風へ迫ってゆく。後期のクラリネット、ヴィブラフォンと6つの器楽グループのための「協奏曲」では三和音の不自然な挿入によりセリー技法のテンションが引き立つ可能性を探っていたが、前衛の時代では彼の態度はほとんど孤立無援に近く、楽壇から遠のく結果となってしまった。
後年、ヘルマン・ブロッホの『ヴェルギリウスの死』に感銘を受けたバラケは、この小説に基づく大規模な連作に取り掛かる。4つの器楽グループと1組の声楽グループのための「偶然の彼方に」、ソプラノ、ピアノと6人の打楽器奏者のための「歌に次ぐ歌」、ソプラノ、混声合唱とオーケストラのための「復元された時間」は、この連作の一環として作曲された。これらの作品は『ヴェルギリウスの死』やブロッホの他の小説からテキストが採られている。また、「協奏曲」も『ヴェルギリウスの死』と間接的な関わりを持った作品である。この連作はピアノ独奏曲からオペラに至る様々な作品で構成される計画であったが、未完に終わった。
1964年には交通事故に遭った上に自宅が火事で焼失。その後は病気に悩まされた末に1973年、45歳で死去。楽譜は死後25年以上を経てからベーレンライター社から再出版されたが、これは初版のリプリントであり校訂作業はほとんどなされていない。「ピアノソナタ」の日本初演は2003年に鈴木貴彦によってなされた。
バラケはデュパルクのように、極めて自作品の選定には厳しく、「火の回廊」、「プロティアへの賛歌I,II」、「ディスクール」、「横たわる男」は完成させることが出来なかった。また、『30作ほどあった』とされ生前失われた事になった「夜想曲嬰ハ短調」、「交響曲」、「無伴奏バイオリンソナタ」、「メロス」などは、実は遺族が管理しており存在が確認されている。

## 作品
- 1950-52 ピアノソナタ　Sonate pour piano
- 1954 エチュード　Etude
- 1955-56 セカンス　Séquence
- 1959 偶然の彼方に　...au delà du hasard
- 1966 歌に次ぐ歌　Chant après chant
- 1962-68 協奏曲　Concerto pour six formations instrumentales et deux instruments
- 1968 復元された時間　Le Temps restitué

## 著書
- 『ドビュッシー』（平島正郎訳／音楽之友社／1969）